# Moviecity
Moviecity fue un grupo de canales de televisión prémium latinoamericano, dedicado a la exhibición de películas y series de estreno. Los títulos que presentaba eran exclusivos y de estreno. Ofrecía películas en su versión original, sin censura, sin cortes comerciales ni doblaje, con subtítulos, excepto películas de contenido familiar como Madagascar 2 y La era de hielo 3.
Era propiedad de LAPTV hasta 2013, cuando pasó a ser propiedad de Fox Networks Group Latin America después de adquirir LAPTV, por lo que un año después, Moviecity es relanzado como Fox+ (posteriormente Fox Premium).

## Historia
El primer canal del paquete fue Moviecity, lanzado en 1997. Posteriormente, se empezaron a lanzar más señales dedicada a otros géneros del cine.
En 1998, llega a todo Perú en el servicio de prémium analógico de Cable Mágico. Cuya programación fue renovada al público más contemporáneo en 2004, incluyendo su segmento de estrenos para el domingo en la noche.
En Brasil, el Moviecity Pack no se comercializó, en cambio, solo existía el paquete HBO y Telecine.
Entre 2003 y 2005 más de 20 operadoras de cable de cinco países ofrecieron una versión de prueba por 3 días para los no suscritos.
Desde el 1 de noviembre de 2006 hasta 2007, temporalmente el paquete se llamó Premium Ilimitado. Luego, fue relanzado como Moviecity Pack quedando conformado por las señales como Moviecity (este y oeste), Cityvibe (este y oeste), Cityfamily (este y oeste), Citymix y Citystars.
El 1 de abril de 2011, se le agrega el canal Citymundo, el cual transmitía películas y documentales de Latinoamérica, España, Brasil, Portugal, Italia y Francia.
El 1 de febrero de 2012, el grupo de canales fue nuevamente relanzado con una nueva imagen corporativa, quedando como Moviecity Premieres (reemplazando a Moviecity), Moviecity Family (reemplazando a Cityfamily), Moviecity Hollywood (reemplazando a Citymix), Moviecity Action (reemplazando a Cityvibe), Moviecity Classics (reemplazando a Citystars) y la señal de contenido independiente y latino, Moviecity Mundo (reemplazando a Citymundo), además del lanzamiento de sus propias señales en HD (con la excepción de Moviecity Mundo y Moviecity Classics).
De 2009 a 2014, empezó a ser comercializado por Fox Latin American Channels, aunque seguía siendo administrado y operado por LAPTV.
En 2013, tras una reorganización empresarial, LAPTV se fusionó con Fox Latin American Channels. Un año después, Moviecity fue relanzado para América Latina sus canales bajo la marca Fox+ en el marco de Jornadas Internacionales -evento organizado por la Asociación Argentina de TV por Cable (ATVC) y la Cámara de Productores y Programadores de Señales Audiovisuales (Cappsa) que se realizó del 17 al 19 de septiembre en Buenos Aires.
La marca Moviecity fue reemplazada por la de Fox+ a partir del 3 de noviembre de 2014.

## Distribución

### Paquete de canales
- Moviecity Premieres:  Exhibía cine de Hollywood, internacional e independiente. Series de alto impacto, producciones originales, documentales y conciertos exclusivos.
- Moviecity Hollywood: Ofrecía películas para un público joven y con espacios muy cortos entre película y película.
- Moviecity Classics: mostraba películas, musicales y eventos de diferentes generaciones.
- Moviecity Mundo: mostraba películas independientes de América Latina y Europa.
- Moviecity Family: emitía series y películas para todo el público.
- Moviecity Action: Estaba dirigido a la audiencia masculina. Ofrecía películas de acción, suspenso, humor y horror junto con series.

### Moviecity Play
Fue la plataforma de servicios a demanda de Moviecity y por medio de la cual, los suscriptores accedían a los principales contenidos de los canales en línea o en la televisión a través de los servicios VOD de los operadores de televisión paga, para los usuarios del paquete que tuvieran acceso a internet.